# Atanas von Guggenberg

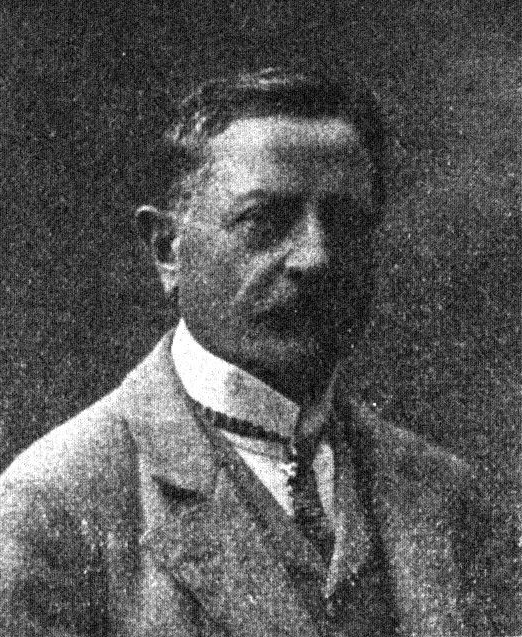
Atanas von Guggenberg (vor 1908)

Atanas von Guggenberg zu Riedhofen, auch Athanasius von Guggenberg zu Riedhofen, (* 12. Oktober 1846 in Brixen; † 8. Dezember 1920 ebenda) war ein österreichischer Berufssoldat, Gutsbesitzer und Politiker (Christlichsoziale Partei). Er war Abgeordneter zum Österreichischen Abgeordnetenhaus und Mitglied der Provisorischen Nationalversammlung.

## Leben
Guggenberg wurde als Sohn des Arztes und Gutsbesitzers Franz von Guggenberg zu Riedhofen geboren. Er besuchte zwischen 1861 und 1865 die Genieakademie und die Kriegsschule in Klosterbruck (heute Teil der Stadt Znojmo, Mähren) und schlug die Offizierslaufbahn ein. Er diente zumeist im Generalstab und war Kommandeur des 32. Infanterie-Regiments. 1866 nahm er im Rahmen des Deutschen Kriegs an der Schlacht bei Königgrätz sowie an der Gefechten bei Hühnerwasser, Münchengrätz, Gitschin und Dluhowitz teil. Guggenberg wurde 1865 zum Leutnant, 1870 zum Oberleutnant, 1880 zum Major, 1884 zum Oberstleutnant, 1887 zum Oberst und 1893 zum Generalmajor ernannt. Er schied 1897 als Kommandeur der 20. Infanterie-Brigade aus dem aktiven Dienst aus. In der Folge unterhielt er ein kleines Gut bei Brixen. Er war Gemeinderat in Brixen sowie Obmann des Kurvereins von Brixen, Zentralausschussmitglied des Landesverbandes für Fremdenverkehr in Tirol und Obmann des Fischereivereins des Eisack- und Rienzgebietes in Brixen. 
Guggenberg kandidierte bei der Reichsratswahl 1907 im Wahlbezirk Tirol 4 und konnte bereits sich im ersten Wahlgang durchsetzen. Bei der Reichsratswahl 1911 verteidigte er sein Mandat knapp in der Stichwahl gegen den Kandidaten der Deutschfreiheitlichen Partei Josef Rohracher. Guggenberg war vom 17. Juni 1907 bis zum 12. November 1918 Mitglied des Abgeordnetenhauses, als Abgeordneter eines deutschen Reichsrats-Wahlbezirks war er zudem vom 21. Oktober 1918 bis zum 16. Februar 1919 auch Mitglied der Provisorischen Nationalversammlung. Im Reichsrat war Guggenberg Mitglied der Christlichsozialen Vereinigung bzw. ab 1911 der Christlichsozialen Vereinigung deutscher Abgeordneter. 
Guggenberg heiratete 1888 Maximiliana von Auerhammer, die ihm eine Tochter und drei Söhne gebar. Der Bürgermeister von Brixen Otto von Guggenberg (1904–1913) war sein Bruder.